# Clark (rivière)
Pour les articles homonymes, voir Clark.
La  rivière Clark  (anglais : Clark River) est un cours d’eau du nord-ouest de l’Île du Sud de la Nouvelle-Zélande dans le district de Tasman, en région de Tasman et un affluent droit du fleuve Aorere.

## Géographie
La  rivière s’écoule vers le nord-ouest à partir de sa source dans le Parc national de Kahurangi pour atteindre le fleuve Aorere au pied de la chaîne de «Wakamarama Range» à 30 km de l’embouchure de la rivière dans la Golden Bay. La rivière Clark prend sa source au-dessus du lac Adélaïde Tarn et de l'Adélaïde Tarn Hut.